# Liste der Mitglieder des Gothaer Landtags (1865–1868)
Diese Liste nennt die Mitglieder des Gothaer Landtags in seiner Wahlperiode 1865–1868.
| Wahlbezirk | Name                                     | Stand                  | Ort           | Anmerkung                       |
| ---------- | ---------------------------------------- | ---------------------- | ------------- | ------------------------------- |
| I          | Carl Alexander Stötzer                   | Rechtsanwalt und Notar | Gotha         | Schriftführer                   |
| II         | Gustav Berlet                            | Kreisgerichtsdirektor  | Gotha         | Präsident                       |
| III        | Emil Wilke                               | Kreisgerichtsassessor  | Gotha         | Stellvertretender Schriftführer |
| IV         | Prof. Dr. Hermann Theodor Kühne          |                        | Gotha         | Stellvertretender Präsident     |
| V          | Kämmerer                                 | Fabrikbesitzer         | Gotha         |                                 |
| VI         | Oskar Albrecht                           | Bürgermeister          | Waltershausen |                                 |
| VII        | Wilhelm Ewald                            | Landratsamtsassessor   | Gotha         |                                 |
| VIII       | Habicht                                  | Professor              | Gotha         |                                 |
| IX         | Julius Anschütz                          | Gewerksbesitzer        | Mehlis        |                                 |
| X          | Eduard Wettstein                         | Kaufmann               | Elgersburg    |                                 |
| XI         | Carl Anton Morchutt                      | Referendar             | Georgental    |                                 |
| XII        | Anton Ritter                             | Schulinspektor         | Gotha         |                                 |
| XIII       | Friedrich Thielemann                     | Amtskommissär          | Thal          |                                 |
| XIV        | Boß                                      | Landwirt               | Hörselgau     |                                 |
| XV         | Friedrich Jung                           | Schultheiß             | Sonneborn     |                                 |
| XVI        | Johann Georg Heinrich Christian Schwerdt | Oberpfarrer            | Tonna         |                                 |
| XVII       | Friedrich Leopold von Küttner            | Schultheiß             | Döllstedt     |                                 |
| XVIII      | Gottfried Ludwig                         | Schultheiß             | Schwabhausen  |                                 |
| XIX        | Busch                                    | Ziegeleibesitzer       | Bischleben    |                                 |

Der Ausschuss bestand aus Landtagspräsident Berlet und Stötzer, Kühne, Albrecht und Kämmerer.